# خافيير لامبان
خافيير لامبان (مواليد 1957) هو سياسي إسباني وعضو في حزب العمال الاشتراكي الإسباني ورئيس حكومة أراغون منذ 5 يوليو 2015.

## السيرة الشخصية
ولد في 19 أغسطس 1957 في إيجيا دي لوس كاباليروس، وتخرج في التاريخ في جامعة برشلونة. عضو في مجلس مدينة إيجيا منذ عام 1983 (انضم أيضًا إلى حزب العمال الاشتراكي في ذلك العام)، وكان عضوًا في الندب الإقليمي بين عامي 1991 و2012. انتخب رئيساً للوفد الإقليمي لسرقسطة في 15 يوليو 1999. أصبح عمدة إيجيا في عام 2007.
عضو الهيئة التشريعية الإقليمية في أراغون كورتيس أراغون منذ عام 2011، حصل على درجة الدكتوراه في التاريخ من جامعة سرقسطة في عام 2014، حيث قرأ أطروحة بعنوان الإصلاح الزراعي في أراغون 1931-1936.
انتُخب رئيسًا لحكومة أراغون من قبل الهيئة التشريعية الإقليمية بعد انتخابات 2015، وأدى لامبان اليمين الدستورية في 5 يوليو 2015 في قصر الجعفرية.